# جورجیا تیلور-براون
جورجیا تیلور-براون (انگلیسی: Georgia Taylor-Brown؛ زادهٔ ۱۵ مارس ۱۹۹۴) ورزشکار دو و میدانی اهل بریتانیا است.
وی در مسابقات کشوری و بین‌المللی در مجموع برندهٔ ۱ مدال طلا، ۱ مدال نقره، ۲ مدال برنز شده‌است.